# 琉离井
琉离井，位于中国广东省茂名市化州市新安镇榕树墟，为化州市文物保护单位，类型为古建筑，公布时间为1986年7月。
琉离井的历史年代为明代。